# Place de Jérusalem
La place de Jérusalem est une place du 17e arrondissement de Paris.

## Situation et accès
Elle est située porte de Courcelles, au croisement de la rue de Courcelles et du boulevard de Reims. 

## Origine du nom
Elle porte le nom de la ville du Proche-Orient, Jérusalem, capitale d'Israël, et où les trois religions monothéistes (judaïsme, christianisme et islam) cohabitent depuis des siècles, et lieu riche de ses différentes cultures, selon plusieurs conseillers de Paris.

## Historique
Le long de cette place existait jusqu'au début des années 2000 un terrain occupé par les caravanes et le chapiteau du cirque tzigane Romanès, déplacés au square Alexandre et René Parodi bordant le boulevard de l'amiral Bruix dans le XVIe arrondissement.
Par arrêté municipal des 11, 12, 13 et 14 juin 2019, l'intersection de la rue de Courcelles et du boulevard de Reims prend le nom de place de Jérusalem.
Son inauguration, le 30 juin 2019, a donné lieu à une polémique opposant la maire de Paris à ses alliés écologistes et communistes, ainsi qu'aux associations propalestiniennes. 
Une rue de Jérusalem a existé sur l'île de la Cité à Paris jusqu'aux travaux d'aménagement de 1883,,.

## Bâtiments remarquables
Le Centre européen du judaïsme situé sur cette place est inauguré le 29 octobre 2019.